# Kwame Brown
Pour les articles homonymes, voir Brown.
Kwame Brown, né le 10 mars 1982 à Charleston en Caroline du Sud, est un joueur américain de basket-ball. Il évolue au poste de pivot et mesure 2,11 m.

## Biographie
Kwame Brown a fréquenté le Glynn Academy, un lycée situé à Brunswick, en Géorgie. Dès ses premières années, il s'est imposé comme l’un des meilleurs joueurs de basketball du pays. Jouant au poste de pivot, il s’est distingué par sa taille imposante, sa puissance physique et sa capacité à dominer dans la raquette. Son impact sur le terrain a rapidement attiré l'attention des recruteurs universitaires et des observateurs de la NBA.
Lors de sa dernière saison au lycée, Brown a affiché des statistiques impressionnantes avec une moyenne de 20,1 points, 13,3 rebonds et 5,8 contres par match. Grâce à ses performances, il a été classé parmi les meilleurs lycéens de sa génération et a participé au prestigieux McDonald's All-American Game, un événement qui réunit les meilleurs prospects du pays. Son talent brut et son potentiel athlétique exceptionnel ont convaincu plusieurs équipes NBA de le suivre de près, ouvrant la voie à son entrée directement en NBA sans passer par l'université.

## Carrière NBA

### Wizards de Washington (2001-2005)

#### Saison 2001-2002: Débuts difficiles
Kwame Brown est sélectionné en première position de la Draft 2001 de la NBA par les Wizards de Washington, devenant ainsi le premier joueur issu directement du lycée à être choisi à ce rang. Son arrivée dans la franchise suscite de grandes attentes, notamment de la part de Michael Jordan, alors dirigeant des Wizards, qui voit en lui un pivot dominant pour l’avenir. Cependant, la transition vers la NBA est particulièrement difficile pour Brown. Son manque d’expérience et la pression d’être un premier choix de draft affectent ses performances. Il peine à s’imposer et montre des lacunes techniques notables.
Brown termine sa saison rookie avec des moyennes de 4,5 points et 3,5 rebonds en 14,3 minutes par match. Jordan, frustré par le niveau général de l’équipe, décide de revenir sur le terrain en tant que joueur, ce qui complique davantage l’intégration de Brown et limite ses opportunités de se développer. La presse commence alors à douter de son potentiel.

#### Saison 2002-2003: Premiers signes de progression
Lors de sa deuxième saison, Brown voit son temps de jeu augmenter progressivement et commence à montrer des signes d’amélioration. Il est titularisé à 20 reprises et affiche des moyennes de 7,4 points et 5,3 rebonds par match. Son jeu offensif reste limité, mais il parvient à être plus efficace au rebond et en défense. Malgré des performances irrégulières, son développement est perçu comme encourageant.

#### Saison 2003-2004: Saison encourageante
La saison 2003-2004 marque un tournant dans la carrière de Brown. Il montre une progression plus nette et réalise plusieurs performances convaincantes. Le 17 mars 2004, il inscrit 30 points et capte 19 rebonds face aux Kings de Sacramento, ce qui représente son meilleur match en carrière et laisse entrevoir son potentiel. Il termine la saison avec des moyennes de 10,9 points et 7,4 rebonds par match. Les Wizards espèrent alors qu’il pourra s’affirmer comme un joueur clé de la franchise.

#### Saison 2004-2005: Conflits et départ
Alors que Brown est attendu pour confirmer ses progrès, la saison 2004-2005 est marquée par des blessures et des tensions internes. Il ne dispute que 42 matchs et voit ses statistiques chuter à 6,6 points et 4,9 rebonds par match. Sa relation avec son entraîneur Eddie Jordan et certains coéquipiers se détériore progressivement. Il est sifflé par les fans des Wizards, notamment lors des playoffs où il accumule plusieurs erreurs dans un match crucial.
Son comportement hors du terrain suscite également des critiques. À la suite d’un différend avec l’équipe, il manque un entraînement et un match de playoffs sans justification convaincante, ce qui conduit les Wizards à le suspendre pour le reste de la campagne. Son avenir à Washington devient alors incertain.

### Lakers de Los Angeles (2005-2008)

#### Saison 2005-2006: Un nouveau départ compliqué
À l’été 2005, Brown est échangé aux Lakers de Los Angeles en échange de Caron Butler et Chucky Atkins. Il se dit soulagé de quitter Washington et espère relancer sa carrière sous les ordres de Phil Jackson et aux côtés de Kobe Bryant. Toutefois, il peine à s’imposer et reçoit des critiques pour son manque d’engagement et d’agressivité sur le terrain.

#### Saison 2006-2007: Un rôle plus important
Profitant de blessures dans l’effectif des Lakers, Brown obtient davantage de temps de jeu et réalise sa meilleure saison sous ce maillot avec 8,4 points et 6,0 rebonds par match. Toutefois, des doutes persistent quant à sa capacité à répondre aux attentes. Kobe Bryant raconte plus tard que Brown lui aurait demandé de ne plus lui passer le ballon en match par peur de rater ses lancers francs. Leur relation est souvent décrite comme conflictuelle, Bryant étant particulièrement exigeant avec ses coéquipiers. Brown aurait eu du mal à gérer cette pression, ce qui aurait affecté son niveau de jeu.

#### Saison 2007-2008: Début de saison aux Lakers
Au début de la saison 2007-2008, Brown est toujours membre des Lakers de Los Angeles. Il joue 23 matchs avec l’équipe, dont 14 en tant que titulaire, mais voit son rôle diminuer en raison de blessures et d’un rendement insuffisant. Il affiche une moyenne de 5,7 points et 5,7 rebonds par match en 22,1 minutes de jeu. Les critiques s’intensifient à son égard, notamment de la part des supporters des Lakers qui le prennent régulièrement en grippe lors des rencontres à domicile.

### Grizzlies de Memphis (2008)
En février 2008, Brown est inclus dans un échange avec les Grizzlies de Memphis, permettant aux Lakers d’acquérir Pau Gasol. Arrivé à Memphis, il ne parvient pas à s’imposer dans la rotation de l’équipe et voit son temps de jeu considérablement diminuer. Il dispute 15 matchs avec les Grizzlies, affichant des moyennes de 3,5 points et 3,8 rebonds par match en 13,6 minutes. À la fin de la saison, Memphis décide de ne pas prolonger son contrat, ce qui fait de lui un agent libre durant l’été 2008.

### Pistons de Détroit (2008-2010)
Après son passage aux Grizzlies de Memphis, Kwame Brown signe un contrat de d’un an avec les Pistons de Détroit en juillet 2008. Son contrat est renouvelé à la fin de la saison 2008-2009.

#### Saison 2008-2009: Intégration dans l'effectif
Lors de la saison 2008-2009, Brown dispute 58 matchs, dont plusieurs en sortie de banc pour renforcer la rotation intérieure des Pistons. Il affiche des moyennes de 4,2 points et 5,0 rebonds en 17,2 minutes par match. Il participe également aux playoffs avec l'équipe, disputant trois matchs où il totalise 3,0 points et 5,0 rebonds en 16 minutes par match.

#### Saison 2009-2010: Diminution du temps de jeu
La saison suivante, son rôle au sein des Pistons diminue. Il ne dispute que 48 rencontres et voit son temps de jeu réduit à 13,8 minutes par match. Ses statistiques chutent à 3,3 points et 3,7 rebonds en moyenne par rencontre. À l’issue de son contrat, les Pistons choisissent de ne pas le prolonger, faisant de lui un agent libre à l’été 2010.

### Bobcats de Charlotte (2010-2011)
À l’été 2010, Brown signe un contrat d’un an avec les Bobcats de Charlotte, rejoignant ainsi Michael Jordan, devenu propriétaire de la franchise.

#### Saison 2010-2011: Une saison plus aboutie
Durant la saison 2010-2011, Brown dispute 66 matchs, dont 50 en tant que titulaire, avec des moyennes de 7,9 points et 6,8 rebonds en 26 minutes par match. Il bénéficie d’un rôle plus important en raison du départ de Tyson Chandler et de la faiblesse de l’effectif intérieur des Bobcats.
Bien que ce passage soit l’un des plus productifs de sa carrière en termes de statistiques, l’équipe ne parvient pas à se qualifier pour les playoffs. À l’issue de la saison, Brown devient agent libre et quitte la franchise.

### Warriors de Golden State (2011-2012)
À l’intersaison 2011, Kwame Brown signe un contrat d’un an avec les Warriors de Golden State, espérant relancer sa carrière après son passage aux Bobcats de Charlotte. Cependant, sa saison est brutalement interrompue lorsqu’il subit une déchirure des muscles pectoraux lors d’un match le 11 janvier 2012. Cette blessure nécessite une absence estimée entre trois et quatre mois, le privant ainsi du reste de la saison.

### Bucks de Milwaukee (2012)
Malgré sa blessure, Brown est inclus dans un échange le 13 mars 2012. Il est envoyé aux Bucks de Milwaukee en compagnie de Monta Ellis et Ekpe Udoh en échange de Andrew Bogut et Stephen Jackson. Il ne dispute cependant aucun match sous le maillot des Bucks en raison de sa convalescence.

### Sixers de Philadelphie (2012-2013)
Le 13 juillet 2012, Brown s’engage avec les Sixers de Philadelphie pour un contrat de deux ans d’une valeur de six millions de dollars. Cependant, il peine à s’imposer dans la rotation de l’équipe et ne dispute que 22 matchs lors de la saison 2012-2013, avec des moyennes de 1,9 point et 3,4 rebonds en 12,2 minutes par match. En novembre 2013, les Sixers décident de le couper de leur effectif afin de libérer une place pour un autre joueur. Ce départ marque la fin de sa carrière en NBA.

## Après-carrière
Après son départ de la NBA, Kwame Brown s’éloigne du monde du basket professionnel. Dans une interview en 2017, il revient sur sa carrière et la pression immense qu’il a subie en tant que premier choix de la draft, ainsi que sur les critiques qu’il a reçues de la part des médias et des fans.
En 2021, il refait surface dans l’actualité après avoir vivement répondu aux critiques d’anciens joueurs NBA comme Matt Barnes, Stephen Jackson et Gilbert Arenas sur le podcast "All The Smoke". Brown utilise les réseaux sociaux pour exprimer son mécontentement face aux moqueries récurrentes sur sa carrière et pour défendre son parcours en NBA. Son intervention devient virale et lui permet de raconter sa propre version des faits, dénonçant ce qu'il perçoit comme une culture du "lynchage médiatique" à son encontre.

### Statistiques en saison régulière[13]
| Saison   | Équipe       | Matchs | Titul. | Min./m | % Tir | % 3pts | % LF | Rbds/m. | Pass/m. | Int/m. | Ctr/m. | Pts/m. |
| -------- | ------------ | ------ | ------ | ------ | ----- | ------ | ---- | ------- | ------- | ------ | ------ | ------ |
| 2001-02  | Washington   | 57     | 3      | 14,3   | 38,7  | 0,0    | 70,7 | 3,5     | 0,8     | 0,3    | 0,5    | 4,5    |
| 2002-03  | Washington   | 80     | 20     | 22,2   | 44,6  | 0,0    | 66,8 | 5,3     | 0,7     | 0,6    | 1,0    | 7,4    |
| 2003-04  | Washington   | 74     | 57     | 30,3   | 48,9  | 50,0   | 68,3 | 7,4     | 1,5     | 0,9    | 0,7    | 10,9   |
| 2004-05  | Washington   | 42     | 14     | 21,6   | 46,0  | 0,0    | 57,4 | 4,9     | 0,9     | 0,6    | 0,4    | 7,0    |
| 2005-06  | LA Lakers    | 72     | 49     | 27,5   | 52,6  | 0,0    | 54,5 | 6,6     | 1,0     | 0,4    | 0,6    | 7,4    |
| 2006-07  | LA Lakers    | 41     | 28     | 27,6   | 59,1  | 0,0    | 44,0 | 6,0     | 1,8     | 1,0    | 1,2    | 8,4    |
| 2007-08  | LA Lakers    | 23     | 14     | 22,1   | 51,5  | 0,0    | 40,6 | 5,7     | 1,2     | 0,7    | 0,8    | 5,7    |
| 2007-08  | Memphis      | 15     | 1      | 13,6   | 48,7  | 0,0    | 41,2 | 3,8     | 1,1     | 0,4    | 0,3    | 3,5    |
| 2008-09  | Detroit      | 58     | 30     | 17,2   | 53,3  | 0,0    | 51,6 | 5,0     | 0,6     | 0,4    | 0,4    | 4,2    |
| 2009-10  | Detroit      | 48     | 1      | 13,8   | 50,0  | 0,0    | 33,7 | 3,7     | 0,5     | 0,3    | 0,2    | 3,3    |
| 2010-11  | Charlotte    | 66     | 50     | 26,0   | 51,7  | 0,0    | 58,9 | 6,8     | 0,7     | 0,4    | 0,6    | 7,9    |
| 2011-12  | Golden State | 9      | 3      | 20,8   | 52,5  | 0,0    | 44,1 | 6,3     | 0,4     | 0,9    | 0,0    | 6,3    |
| 2012-13  | Philadelphie | 22     | 11     | 12,2   | 45,9  | 0,0    | 36,8 | 3,4     | 0,4     | 0,3    | 0,5    | 1,9    |
| Carrière | Carrière     | 607    | 281    | 22,1   | 49,2  | 11,1   | 57,0 | 5,5     | 0,9     | 0,5    | 0,6    | 6,6    |

## Records sur une rencontre en NBA
Les records personnels de Kwame Brown en NBA sont les suivants, :
| Type de statistique        | Saison régulière | Saison régulière     | Saison régulière | Playoffs | Playoffs          | Playoffs      |
| Type de statistique        | Record           | Adversaire           | Date             | Record   | Adversaire        | Date          |
| -------------------------- | ---------------- | -------------------- | ---------------- | -------- | ----------------- | ------------- |
| Points                     | 30               | Kings de Sacramento  | 17 mars 2004     | 19       | Suns de Phoenix   | 26 avril 2007 |
| Paniers marqués            | 12               | Kings de Sacramento  | 17 mars 2004     | 8        | 2 fois            | 2 fois        |
| Paniers tentés             | 16               | 3 fois               | 3 fois           | 14       | Suns de Phoenix   | 26 avril 2007 |
| Paniers à 3 points réussis | 1                | Mavericks de Dallas  | 5 novembre 2003  | -        | -                 | -             |
| Paniers à 3 points tentés  | 1                | 9 fois               | 9 fois           | -        | -                 | -             |
| Lancers francs réussis     | 9                | 2 fois               | 2 fois           | 4        | 4 fois            | 4 fois        |
| Lancers francs tentés      | 12               | 2 fois               | 2 fois           | 7        | @ Suns de Phoenix | 25 avril 2006 |
| Rebonds offensifs          | 8                | 2 fois               | 2 fois           | 5        | Suns de Phoenix   | 4 mai 2006    |
| Rebonds défensifs          | 15               | @ Raptors de Toronto | 30 octobre 2002  | 8        | 2 fois            | 2 fois        |
| Rebonds totaux             | 19               | Kings de Sacramento  | 17 mars 2004     | 11       | Suns de Phoenix   | 28 avril 2006 |
| Passes décisives           | 7                | Hawks d'Atlanta      | 8 décembre 2006  | 5        | Suns de Phoenix   | 28 avril 2006 |
| Interceptions              | 5                | Grizzlies de Memphis | 15 mars 2009     | 1        | 3 fois            | 3 fois        |
| Contres                    | 6                | Celtics de Boston    | 31 octobre 2002  | 3        | 2 fois            | 2 fois        |
| Balles perdues             | 7                | Suns de Phoenix      | 17 janvier 2008  | 3        | 3 fois            | 3 fois        |
| Minutes jouées             | 48               | Kings de Sacramento  | 17 mars 2004     | 40       | Suns de Phoenix   | 4 mai 2006    |

- Double-double : 52 (dont 2 en playoffs)
- Triple-double : 0